# Most Kapucyński w Škofjej Loce
Most Kapucyński w Škofjej Loce – kamienny most, znajdujący się nad rzeką Selška Sora, w mieście Škofja Loka, w Słowenii.
Zbudowany został w połowie XIV wieku z kamieni rzeźbionych w półokrągły kształt, na polecenie biskupa Leopolda. Ten sam biskup, przejeżdżając na koniu przez ten most nieposiadający jeszcze barierek, spadł z niego i utonął. W 1888 most został odnowiony i wyposażony w żelazne barierki. Na jego środku postawiono pomnik św. Jana Nepomucena z herbem miasta Škofja Loka na podstawie. W średniowieczu obok mostu znajdowała się Selška brama z wieżą strażniczą. Most Kapucyński jest uważany za jeden z najstarszych zabytków tego rodzaju budowli w Europie Środkowej.